# Tipula (Setitipula) trichophora
Tipula (Setitipula) trichophora is een tweevleugelige uit de familie langpootmuggen (Tipulidae). De soort komt voor in het Nearctisch gebied.